# Stchioty
Le stchioty (Счёты) est le nom du boulier d'origine russe.

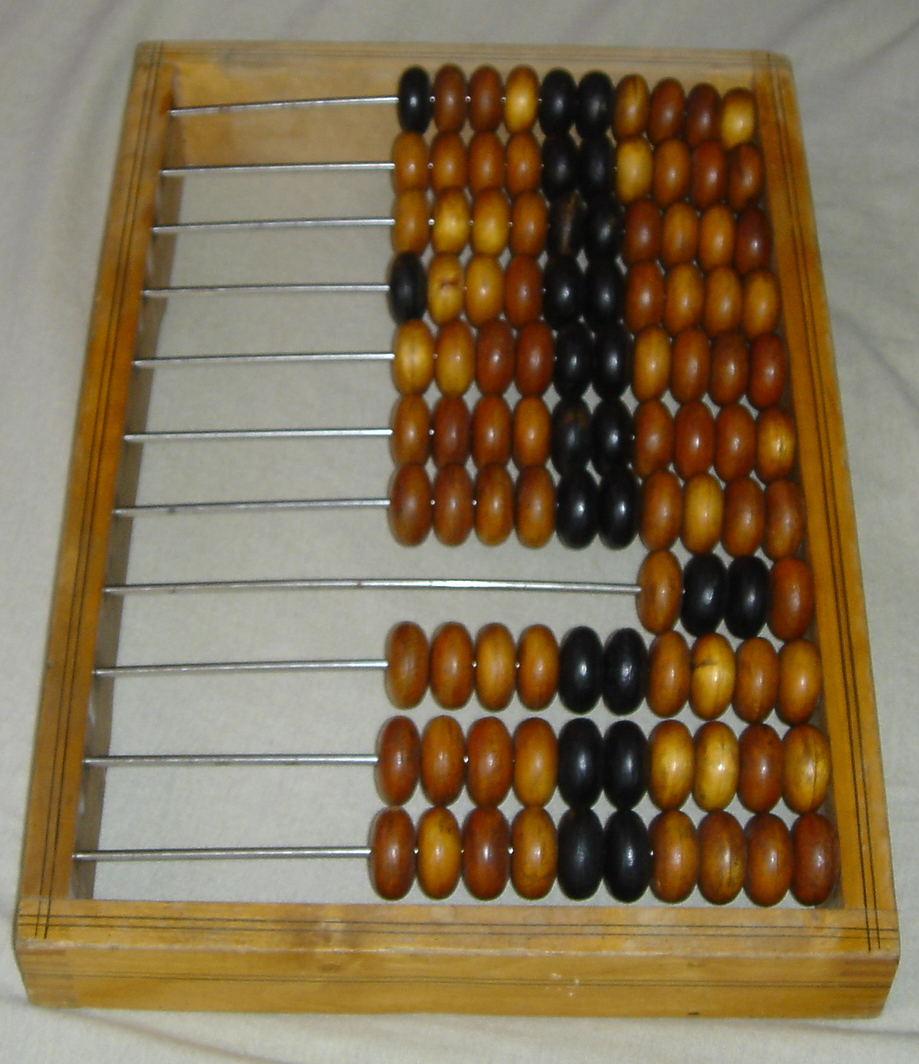
un stchioty

## Aspect
Il se caractérise par ses tiges de dix boules ayant toutes une valeur de 1, et où les boules no 5 et no 6 de chaque tige sont colorées de façon voyante, généralement en noir. 
Les tiges sont généralement incurvées, ce qui permet aux boules de « tomber » naturellement d'un côté ou de l'autre sans garder entre elles d'espace vide.

### Les tiges de quatre boules
L'une des tiges ne contient que quatre boules : elle servait à noter les quarts de rouble. Les deux suivantes servaient respectivement pour les dizaines et les unités de kopeks. Jusqu'en 1916, une tige de quatre boules était encore ajoutée à droite pour les quarts de kopek.
La tige de quatre boules peut également servir à marquer la place de la virgule dans un nombre.

## Manipulation
On place le boulier face à soi, les boules regroupées à droite. On les active en les déplaçant vers la gauche.

## Histoire
Le stchioty a été utilisé jusque sous l'Union soviétique, notamment dans les commerces. Son usage a été enseigné dans les écoles jusque dans les années 1990. Son usage a ensuite été largement abandonné, au profit des calculatrices mécaniques et électroniques.
Le boulier russe aurait été introduit en France en 1820 par le mathématicien Jean-Victor Poncelet, de retour de captivité en Russie, où il avait servi dans l'armée napoléonienne.

### Autres pays
Le stchioty a également été utilisé dans d'autres pays : il est désigné dans certaines contrées iraniennes sous le nom de choreb et en Turquie sous le nom de coulba. L'une de ses tiges ne contient que trois boules, conformément à une ancienne unité de monnaie.